# Redondela
Redondela é um município (concello em galego) da província de Pontevedra, Galiza, no noroeste de Espanha. Pertence à comarca de Vigo, tem 52,1 km² de área e em 2021 a população do município era de 29 192 habitantes (densidade: 560,3 hab./km²).

## Geografia
O concelho de Redondela situa-se no sudoeste da Galiza, na margem esquerda da ria de Vigo, em frente à enseada de São Simão, onde se situa o arquipélago homónimo. A capital, Santiago de Redondela, fica a cerca de 12 km a nordeste de Vigo, 15 km a norte de Mos, 8 km a sudoeste de Soutomaior e 20 km a sul de Pontevedra. Está subdivido em treze paróquias. É limitado a norte pelo município de Soutomaior, a norte e noroeste pela ria de Vigo, a oeste e sudoeste pelo município de Vigo, a sul e sudeste pelo município de Mos e a leste pelo município de Pazos de Borbén.
A orografia é suavemente montanhosa, com elevações que quase atingem os 500 metros na parte sul. O solo da parte costeira é arenoso em algumas partes e rochoso em outras. Apesar da baixa altitude, o terreno é muito irregular. O sistema fluvial é constituído por vários pequenos cursos de água, nomeadamente o rio Alvedosa, que desagua na enseada de São Simão, e os seus afluentes Maceiras, cuja foz se situa no centro da vila, e Pexegueiro, que se junta ao Alvedosa junta à foz deste.
| Paróquia         | População em 2011 |
| ---------------- | ----------------- |
| Cabeiro          | 737               |
| Cedeira          | 2 029             |
| Cesantes         | 3 475             |
| Chapela          | 7 611             |
| Negros           | 531               |
| Quintela         | 692               |
| Reboreda         | 2 224             |
| Redondela        | 7 383             |
| Saxamonde        | 793               |
| Trasmañó         | 1 050             |
| Ventosela        | 723               |
| Vilar de Infesta | 1 255             |
| O Viso           | 1 503             |

### Demografia
| 1991   | 1996   | 2001   | 2004   | 2010   | 2021   |
| 28 014 | 28 893 | 29 003 | 27 732 | 30 067 | 29 192 |
|        | 3,1%   | 0,4%   | 4,4%   | 8,4%   | 2,9%   |

## Locais de interesse

### Viadutos ferroviários

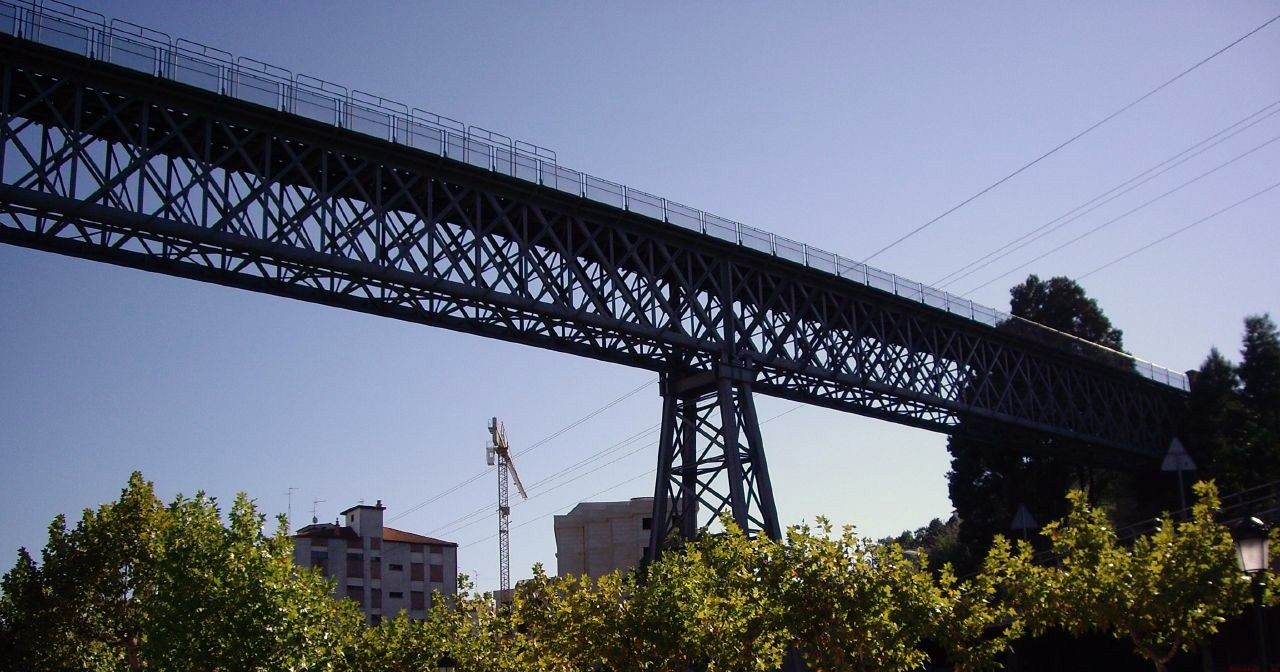
Viaduto de Pontevedra

A paisagem do concelho é marcada pelos dois grandes viadutos ferroviários construídos no século XIX. Ambos estão classificados como Bem de Interesse Cultural desde 1978 e originaram que Redondela seja conhecida como a "vila dos viadutos". O mais antigo é o de Madrid; a sua construção combinou a técnica, então vanguardista do ferro forjado, usado no tabuleiro e a estrutura de treliça que é sustentada pela tradicional cantaria dos pilares. A sua construção foi iniciada em 1872, tendo sido inaugurada a 30 de junho de 1876. Tem 255,9 metros de comprimento. Desde há décadas que se conta em Redondela que um dos subempreiteiros da obra, chamado Pedro Floriani, se lançou à via quando lhe disseram que não lhe pagariam porque o trabalho estava mal feito e não poderia entrar em serviço. Segundo uma versão da história, Floriani não teria chegado a morrer na sua tentativa de suicídio, e pouco tempo depois pôde ver os comboios a circular no viaduto. O viaduto esteve em serviço até 1971.
O outro viaduto é o de Pontevedra, inaugurado em 30 de junho de 1884, para servir o prolongamento do traçado de Pontevedra até Redondela e Vigo. Mais curto que o viaduto de Madrid, o de Pontevedra diferencia-se também pelo facto dos pilares serem metálicos, como o tabuleiro. Em 1889, com a abertura do troço Carril. Pontevedra, passou a ser possível viajar entre Santiago e Vigo e entre Santiago e Madrid. Ainda se encontra em serviço.

### Igrejas

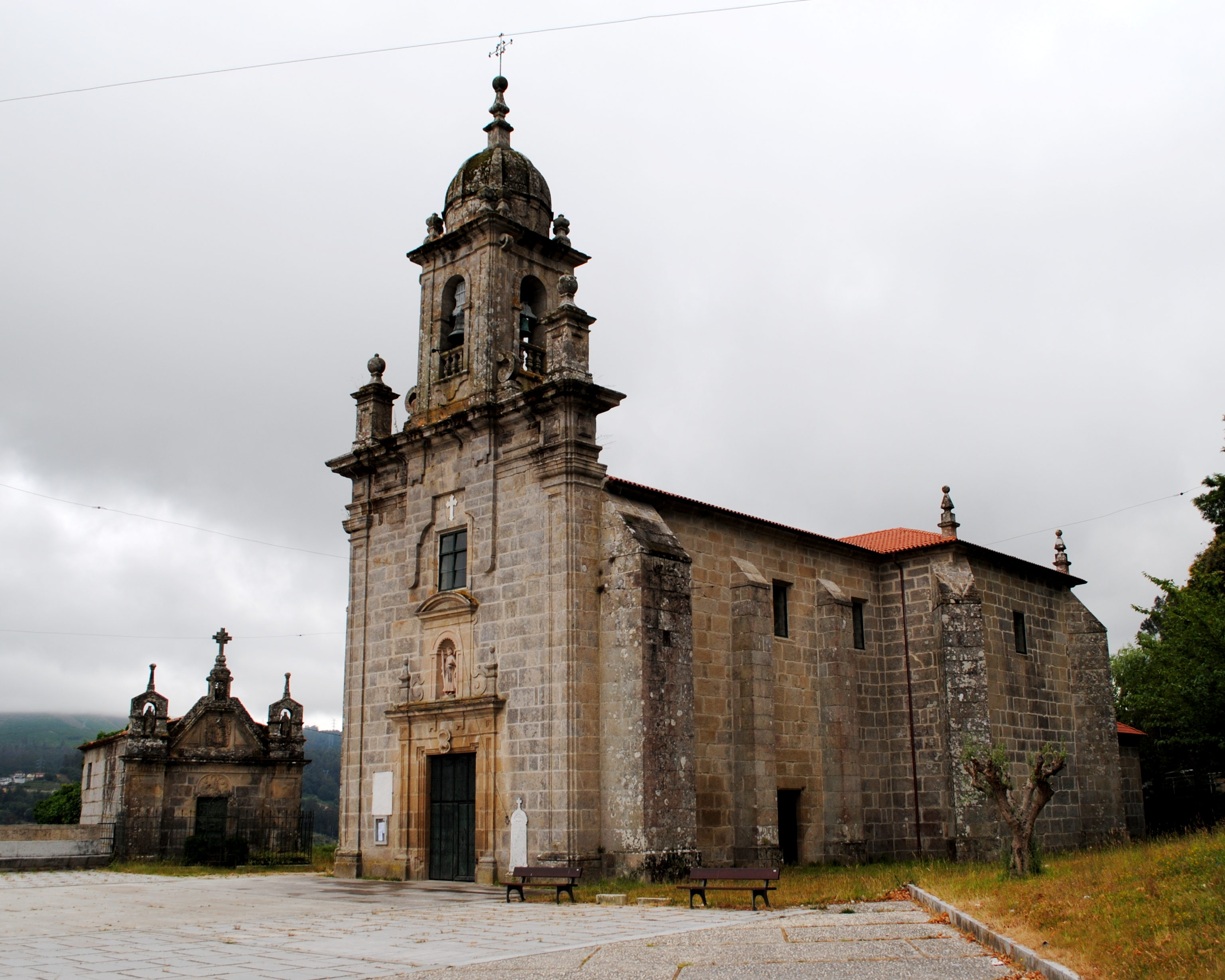
Igreja em André de Cedeira

Existe pelo menos uma igreja em cada uma das paróquias, cada qual com caraterísticas particulares. Dentre elas, podem destacar-se as seguintes:
- Igreja paroquial de Santiago — Situa-se na zona mais alta da parte antiga da vila de Redondela, em pleno caminho de Santiago. Várias vezes reconstruida, o edifício atual é do século XVI, de estilo gótico tardio.
- Igreja paroquial de Cedeira — O edifício atual data do século XVIII, quando a então pequena igreja paroquial foi ampliada, contratando-se para tal um arquiteto então famoso, Fernando de Casas Novoa, o autor da fachada do Obradoiro da catedral de Santiago de Compostela. É uma igreja barroca, com planta em cruz latina com uma só nave, distribuída em dois tramos. Praticamente não sofreu alterações desde o século XVIII.
- Convento de Vilavella —  Situa-se na paróquia homónima, perto do centro de Redondela. Foi fundado em 1501 e esteve ocupado pelas freiras de São Lourenço Justiniano. Do traçado original conserva-se a igreja com cinco tramos.

### Outros elementos da arquitetura civil e popular

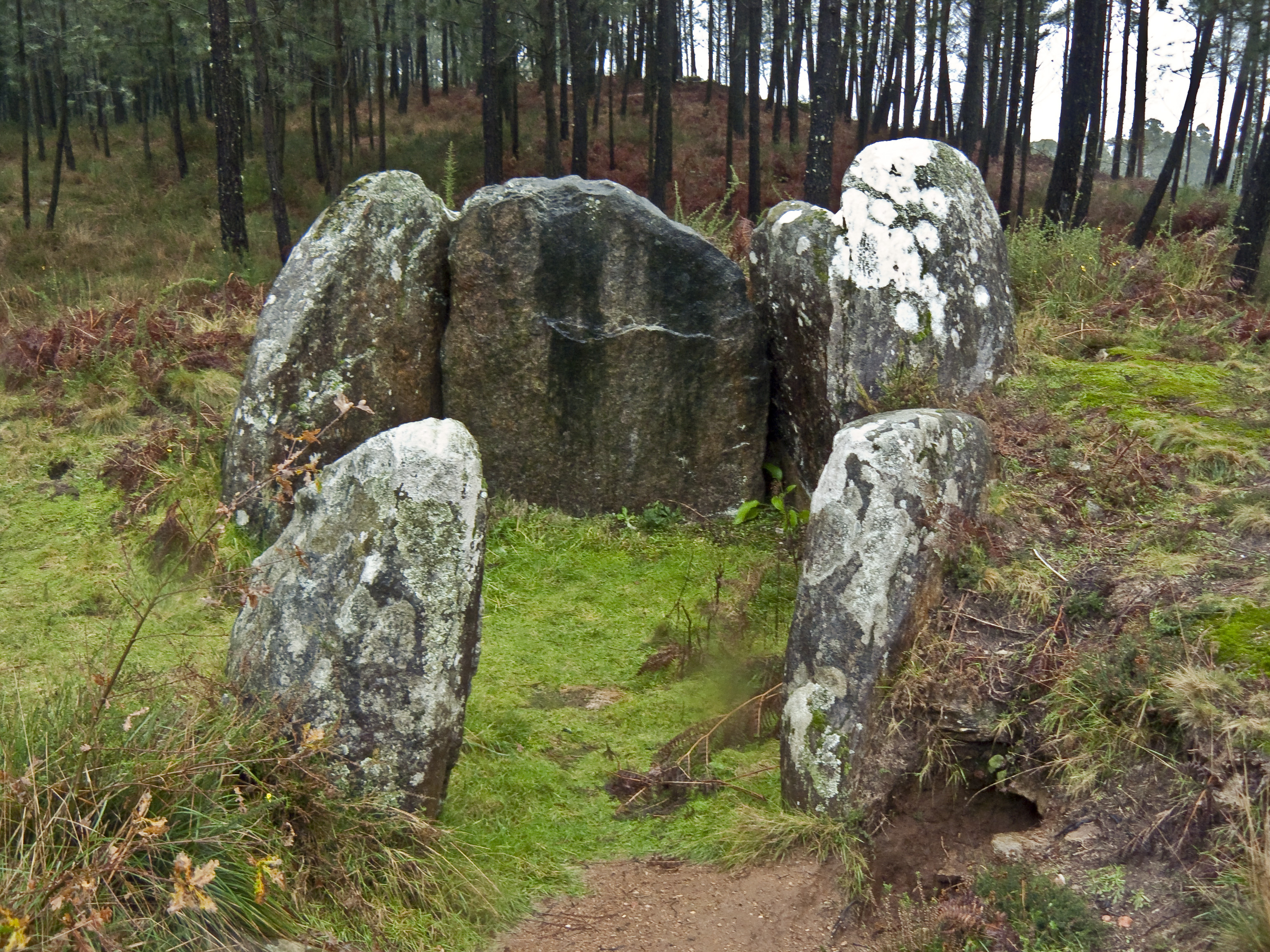
Mamoa do Rei

| Paróquia                | Cruzeiros | Cruzes altas | Cruzes baixas | Petos de ánimas |
| ----------------------- | --------- | ------------ | ------------- | --------------- |
| Cabeiro                 | 2         |              | 1             |                 |
| Cedeira                 | 2         |              |               | 2               |
| Cesantes                | 5         |              | 1             | 1               |
| Chapela                 | 2         |              |               | 1               |
| Quintela                | 2         |              | 1             |                 |
| Reboreda                | 10        |              |               |                 |
| Redondela               | 5         |              |               | 1               |
| Santo Esteban de Negros | 1         |              |               |                 |
| Saxamonde               | 1         | 1 calvário   | 1 calvário    | 1               |
| Trasmañó                | 1         | 2            |               |                 |
| Ventosela               | 2         |              |               |                 |
| Vilar de Infesta        | 2         |              |               |                 |
| O Viso                  | 5         | 2            |               | 1               |

|  |  |
|  |  |
|  |  |

### Vestígios arqueológicos
Há diversos no concelho com vestígios arqueológicos. Entre eles destaca-se o complexo funerário do Monte Penide (ou da Peneda), uma necrópole de grandes dimensões do Neolítico e Idade do Bronze, onde há numeroas mamoas e petróglifos, nomeadamente a Mamoa do Rei.
O sítio da Pedreira, na paróquia de Ventosela, há um conjunto de arte rupestre, de grande relevância pela abundância e dimensões das gravuras e das cenas equestres. É uma das estações da chamada Rota das Pedras.
No concelho existiam cinco marcos miliários que, à exceção do de Vilar de Infesta se encontram no Museu de Pontevedra, para onde foram levados os que se encontravam nas paróquias de Cesantes (dois), Quintela e Saxamonde. O miliário de Vilar, datado do século II, está no limite com Mos e ainda hoje é objeto de culto cristão. Já tentaram levá-lo também para o Museu de Pontevedra, mas os locais impediram que isso acontecesse.

### Percursos pedestres

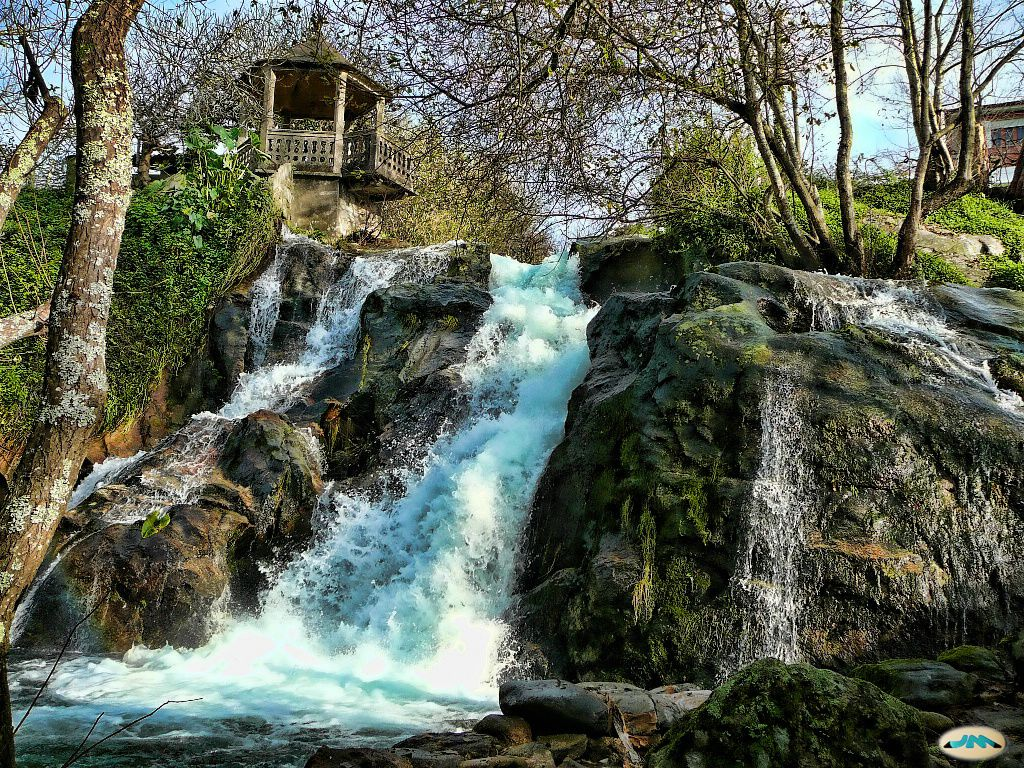
Rio Alvedosa

Pela sua situação e caraterísticas, o concelho é propício para a prática de caminhadas e outros desportos de ar livre, como ciclismo de montanha e passeios a cavalo. O município é atravessado por três percursos pedestres de grande distância (os chamados trilhos de Grande Rota ou G.R.) e dois de caráter local. O mais conhecido destes últimos é o Sendeiro das Greas, que na área do concelho coincide com o Sendeiro Rural de Galicia G.R. 94. Outro trilho extenso é o Camiño da Franqueira. Além disso, o chamado Caminho Português de Santiago atravessa também o concelho; apesar de em rigor não ser um percurso pedestre, apresenta caraterísticas similares, além de representar uma grande riqueza patrimonial e arquitetónica. Outros percursos locais de menor extensão são a Senda da Auga ("senda da água"), que percorre o caminho da água que abastecia Vigo, e a Rota das Pedras. Tanto estes dois percursos como oum trecho do Caminho de Santigao estão ou estavam em risco de desaparecer, o primeiro devido aos planos de construção de um parque industrial na zona de Chan das Pipas e o segundo devido à construção da autoestrada A-57.

### Espaços naturais

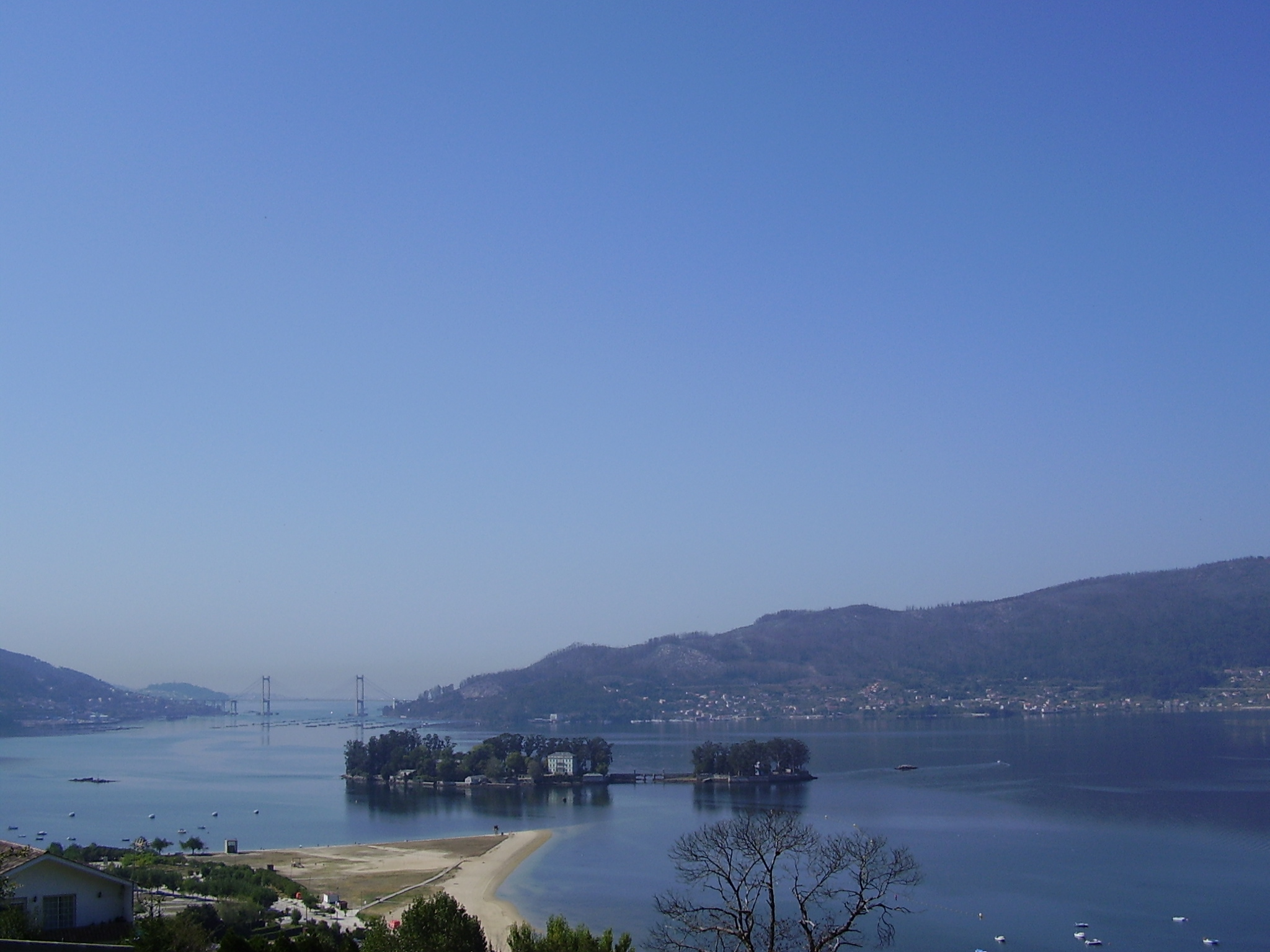
A ilha de São Simão e a enseada homónima vista de Cesantes; ao fundo: a Ponte de Rande

- Enseada de São Simão — Situada no fundo da ria de Vigo, uma das Rias Baixas, a leste do estreito de Rande, banha os concelhos de Redondela, Soutomaior, Vilaboa e Pontevedra. Mede sete quilómetros de norte a sul e faz parte da Rede Natura 2000. Em 1702, durante a Guerra da Sucessão Espanhola, testemunhou a batalha de Rande, entre as esquadras anglo-holandesa e e hispano-francesa.
- Ilhas de São Simão e de Santo António (San Simón e Santo Antón) — situadas na enseada de São Simão, fazem parte da paróquia de Cesantes. São Simão foi um antigo centro monástico que foi saqueado por piratas ingleses, foi usada como leprosaria e como campo de concentração durante a Guerra Civil Espanhola.
- Monte da Peneda (ou Penide) — É um dos emblemas da Redondela rural, situado na paróquia do Viso, do cimo do qual se desfruta de uma vista privilegiada sobre a ria de Vigo. Ali existiu um assentamento castrejo, do qual ainda se podem observar os restos das muralhas exteriores. Pela sua situação estratégica e geográfica, nomeadamente devido à sua proximidade do castelo de Soutomaior, o monte pertenceu a Pedro Madruga, uma das figuras mais controversas da Galiza feudal do século XV, que ficou famoso pela sua oposição ao centralismo dos Reis Católicos. No monte foram construídos vários castelos durante a Idade Média, que foram destruídos em vários conflitos. Um dos locais mais conhecidos do Monte da Peneda é a Ermida da Peneda, construída por volta do século XVIII, que foi cenário de numerosas romarias e festas. Atualmente, além da ermida, no cume existe um miradouro onde a vista se estende até às ilhas Cíes.

### Praias

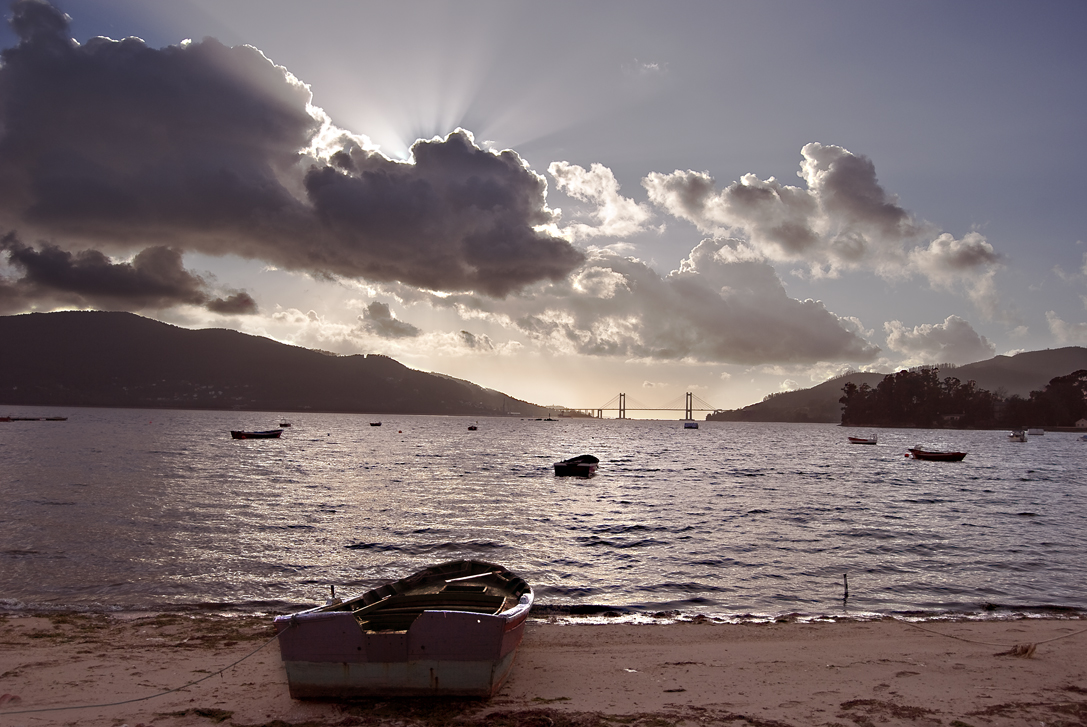
Praia de Cesantes

As principais praias do concelho de Redondela são a de Cesantes, na paróquia homónima, e a de  Arealonga, na paróquia de Chapela. Além destas, nos 15 km de costa do concelho há alguns pequenos areais mais tranquilos, mas de acesso difícil.
A praia de Cesantes é a mais extensa e a parte conhecida como "A Punta da praia" é a mais popular; conta com um passeio marítimo, um parque infantil, numerosos bares e restaurantes junto ao areal e um parque de campismo. Situa-se perto da ilha de São Simão e o areal quase toca essa ilha.
A praia de Arealonga também conta com um parque infantil e um passeio marítimo, onde se encontram vários bares e restaurantes especializados em pratos típicos da ria.
A praia de Cabanas, situada na paróquia de Trasmañó, debaixo da ponte de Rande, tem um pequeno areal durante a maré baixa que é submerso durante a maré alta, quando ficam à vista apenas rochas. É acessível atravessando o caminho de ferro.

### Eventos culturais e festivos

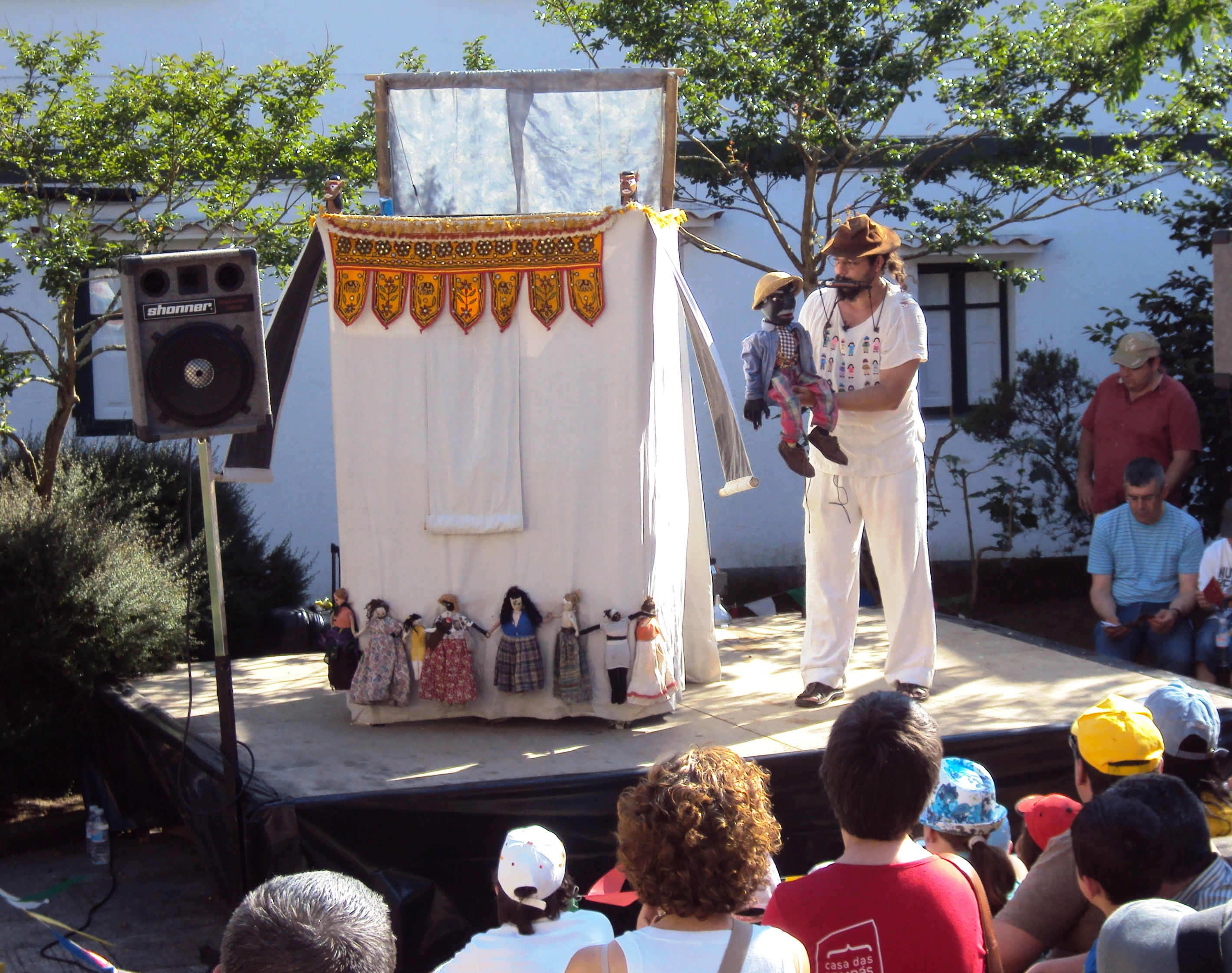
Atuação do bonecreiro brasileiro Eder Paiva no Festival Internacional de Títeres de Redondela

- Redondela en Curto — ou Festival Nacional de Curtas-metragens, realizado em abril.
- Teatrarte — Ciclo Nacional de Teatro, realizado de meados de fevereiro a meados de abril.
- Festival Internacional de Títeres de Redondela — festival de fantoches que decorre em finais de maio ou princípio de junho.
- Entroido (Carnaval) — ocorre geralmente em fevereiro.
- Festa dos maios — festa folclórica aparentada com as maias em terras portuguesas, celebra-se a 1 de maio.
- Festa do choco — Redondela é famosa pelos seus pratos de choco; esta festa gastronómica ocorre no segundo fim de semana de maio.
- Festa da coca — realizada de finais de maio a princípios de junho.
- Entroido de verán (Carnaval de verão) — realiza-se em finais de agosto.